# Salzwiesen-Rot-Schwingel
Der Salzwiesen-Rot-Schwingel (Festuca salina, Syn.: Festuca rubra subsp. litoralis (G.Mey.) Auquier), auch als Salz-Rotschwingel bezeichnet, ist eine Pflanzenart aus der Gattung Schwingel (Festuca) innerhalb der Familie der Süßgras (Poaceae).

## Beschreibung

### Vegetative Merkmale
Der Salzwiesen-Rot-Schwingel ist eine ausdauernde krautige Pflanze, die Wuchshöhen von 10 bis 55 Zentimetern erreicht. Dieses Gras bildet über kurze und dünne, purpurn oder braun gefärbte Rhizome mattenartige Rasen mit dicht zusammengedrängten Trieben. Die Halme sind mit ein oder zwei schwarz-purpurne Knoten im unteren Viertel oder Drittel gegliedert.
Die äußeren unteren Blattscheiden sind glatt und geschlossen. Die unteren Laubblätter sind dünn, dunkelgrün, borstenförmig, leicht gekurvt und gekielt. Die Blattspreiten sind zwischen 0,4 und 1,05 Millimeter im Durchmesser. Die Erneuerungssprosse sind gefaltet. Die Rippen der Blattoberseite verfügen über höchstens schwach ausgebildete Sklerenchymbündel und sind kahl.

### Generative Merkmale
Der gerade und aufrechte rispige Blütenstand ist zusammengezogen, dicht und grün oder purpurfarben. Er enthält oft weniger als zwölf Ährchen; sie sind manchmal auf zwei oder drei reduziert. Die länglichen, unbehaarten Ährchen sind zwischen 8,7 und 11,2 Millimeter lang und enthalten drei bis neun Blütchen. Die unteren länglich-lanzettlichen, zugespitzten Deckspelzen sind 6 bis 7,5 Millimeter lang und sind meist grannenlos. Die untere Hüllspelze ist 3 und 5 Millimeter, die obere 4 bis 7,5 Millimeter lang.

## Ökologie
Beim Salzwiesen-Rot-Schwingel handelt es sich um einen Hemikryptophyten.

## Vorkommen
Der Salzwiesen-Rot-Schwingel wächst auf schlammigen Flutsedimenten der Küsten-Salzwiesen in Strandgrasnelken-Gesellschaften (Armerion maritimae Br.-Bl. et De Leeuw 1936) in Vergesellschaftung mit Strand-Salzschwaden (Puccinellia maritima), Portulak-Keilmelde (Halimione portulacoides) und Strand-Dreizack (Triglochin maritima).

## Systematik
Die Erstveröffentlichung von Festuca rubra L. erfolgte 1753 durch Carl von Linné in Species Plantarum, S. 74. Festuca salina G.Natho & G.Stohr ist ein Synonym von Festuca rubra L. Von Festuca rubra L. gibt es keine Subtaxa.
Die Art Festuca salina (Syn.: Festuca rubra subsp. litoralis) gehört zur Rot-Schwingel-Gruppe (Festuca rubra agg.).